# Eimeria dispersa
Eimeria dispersa nnależy do królestwa protista, rodziny Eimeriidae, rodzaj Eimeria. Wywołuje u indyków chorobę pasożytniczą - kokcydiozę. Eimeria dispersa pasożytuje w jelicie cienkim.
Jest stosunkowo mało patogenna.